# Manning (Iowa)
Manning ist eine Kleinstadt mit dem Status „City“ im Carroll County des US-amerikanischen Bundesstaats Iowa.
Das U.S. Census Bureau hat bei der Volkszählung 2020 eine Einwohnerzahl von 1.455 ermittelt.

## Geographie
Die Stadt erstreckt sich über eine Fläche von 6,47 km² und gehört keiner Township an.
Nachbarorte von Manning sind Arcadia (21,8 km nördlich), Halbur (18,7 km nordöstlich), Templeton (12,2 km östlich), Gray (14,5 km südöstlich), Botna (11,5 km südwestlich), Irwin (24,8 km in der gleichen Richtung), Aspinwall (6,7 km westlich), Manilla (15,8 km in der gleichen Richtung) und Westside (21,2 km nordnordwestlich).
Die nächstgelegenen größeren Städte sind die Twin Cities in Minnesota (Minneapolis und Saint Paul) (478 km nordnordöstlich), Rochester in Minnesota (423 km nordöstlich), Cedar Rapids (305 km östlich), Iowas Hauptstadt Des Moines (147 km ostsüdöstlich), Kansas City in Missouri (358 km südlich), Nebraskas größte Stadt Omaha (144 km südwestlich), Sioux City (159 km nordwestlich) und South Dakotas größte Stadt Sioux Falls (295 km in der gleichen Richtung).

## Verkehr
Der Iowa State Highway 141 führt in West-Ost-Richtung als Hauptstraße durch das Stadtgebiet von Manning. Alle weiteren Straßen sind untergeordnete Landstraßen, teils unbefestigte Fahrwege sowie innerörtliche Verbindungsstraßen.
In West-Ost-Richtung verläuft eine Eisenbahnlinie für den Frachtverkehr der früheren Milwaukee Road durch das Stadtgebiet, die heute von der BNSF Railway betrieben wird.
Mit dem Arthur N. Neu Airport befindet sich 7 km westsüdwestlich ein kleiner Flugplatz. Der nächste Verkehrsflughafen ist der Des Moines International Airport (145 km südöstlich).

## Bevölkerung
Nach der Volkszählung im Jahr 2010 lebten in Manning 1500 Menschen in 653 Haushalten. Die Bevölkerungsdichte betrug 231,8 Einwohner pro Quadratkilometer. In den 653 Haushalten lebten statistisch je 2,19 Personen. Im Jahr 2013 hatte der Ort 1480 Einwohner.
Ethnisch betrachtet setzte sich die Bevölkerung zusammen aus 98,1 Prozent Weißen, 0,7 Prozent Afroamerikanern, 0,4 Prozent amerikanischen Ureinwohnern, 0,3 Prozent Asiaten sowie 0,1 Prozent (eine Person) aus anderen ethnischen Gruppen; 0,5 Prozent stammten von zwei oder mehr Ethnien ab. Unabhängig von der ethnischen Zugehörigkeit waren 1,1 Prozent der Bevölkerung spanischer oder lateinamerikanischer Abstammung.
23,0 Prozent der Bevölkerung waren unter 18 Jahre alt, 50,7 Prozent waren zwischen 18 und 64 und 26,3 Prozent waren 65 Jahre oder älter. 52,1 Prozent der Bevölkerung waren weiblich.
Das mittlere jährliche Einkommen eines Haushalts lag bei 41.935 USD. Das Pro-Kopf-Einkommen betrug 21.637 USD. 16,1 Prozent der Einwohner lebten unterhalb der Armutsgrenze.

## Bekannte Bewohner
- Gustav H. Franke (1888–1953) – Generalmajor der United States Army
- John R. Hansen (1901–1974) – demokratischer Abgeordneter des US-Repräsentantenhauses (1965–1967) – geboren, aufgewachsen und beigesetzt in Manning